# Sistem cvinariu
Sistemul cvinariu este un sistem de numerație pozițional, având baza 5. Utilizează cifrele 0, 1, 2, 3 și 4 pentru a reprezenta numere reale. Împărtășește multe proprietăți comune cu sistemul de numerație în bază fixă, printre care posibilitatea de a reprezenta orice număr real într-o modalitate unică și posibilitatea de reprezentare a numerelor raționale și iraționale.
Baza 5, fiind situată între numerele 4 și 6, ambele extrem compuse, adică cu mulți divizori, fracțiile zecimale vor avea în general o perioadă scurtă.
O cifră cvinarie conține o cantitate de informație de {\displaystyle \log _{2}5\approx 2,322} bit.

## Uz

### În lingvistică
Sistemul cvinariu se întâlnește în diferite limbi, ca limbile Gumatj, Nunggubuyu, Kuurn Kopan Noot, Luiseño și Saraveca. Gumatj este o veritabilă limbă „5–25”, în care 25 este ordinul superior al lui 5.

### În informatică
Sistemul s-a întâlnit la modelele Sharp EL-500W, EL-500X sub denumirea de sistem pental și la calculatorul științific cu sursă deschisă WP 34S.
Deoarece 5 este jumătate din 10, sistemul bicvinariu (cvinariu dublu) a fost folosit în unele calculatoare, cum ar fi Colossus pentru codarea binar-zecimală.
Funcția Python int() realizează conversia numerelor cvinarii în zecimal, de exemplu numărul cvinariu 1015 este evaluat de int('101',5) drept 26.